# Hermann Schäfer (NS-Funktionär)

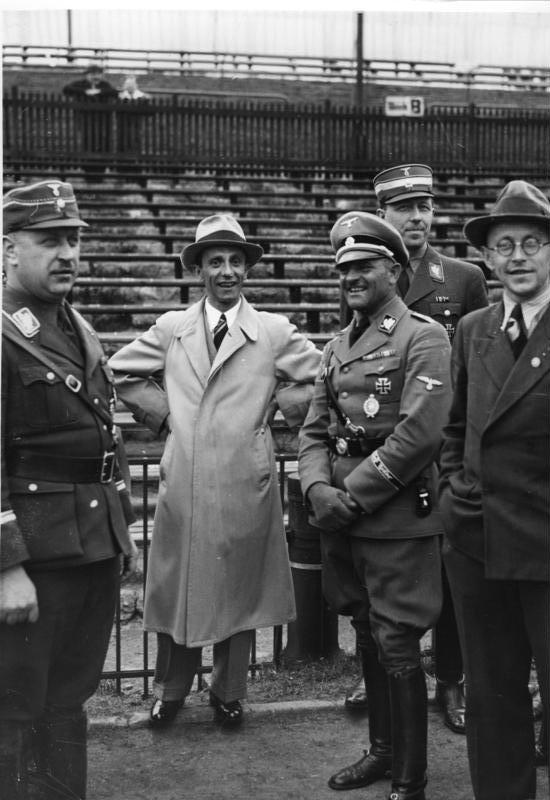
Hermann Schäfer (links in SA-Uniform) zusammen mit Joseph Goebbels, Sepp Dietrich, Wolf-Heinrich von Helldorff und (ganz rechts) ein unidentifizierter Mann (wer kennt ihn?).

Hermann Schäfer (* um 1894; † nach 1964) war ein deutscher Ingenieur, Propagandafunktionär, Hauptamtsleiter der Reichspropagandaleitung der NSDAP  und SA-Führer, zuletzt im Rang eines SA-Gruppenführers.

## Leben und Tätigkeit
Schäfer, ein gelernter Ingenieur, stand spätestens seit 1932 als Lautsprechertechniker im Dienst der Propagandaabteilung der NSDAP.
Zwischen 1933 und 1945 nahm Schäfer als „Reichslautsprecherführer“ und Kommandant des „Reichsautozuges“ (1933 bis 1936) bzw. „Reichsautozuges Deutschland“ (1936 bis 1945) wichtige Funktionen im Propagandaapparat des NS-Staates ein. Als Lautsprecherführer war Schäfer verantwortlich für die technische Übertragung von Radioprogrammen sowie für die Übertragung von öffentlichen Ansprachen vor großem Publikum, insbesondere der Reden von Adolf Hitler, dessen häufiger Begleiter bei Reden vor Massenpublikum Schäfer als Mann für die Tontechnik war. Wie es in einem Porträt in der Illustrierten Quick in den 1960er Jahren hieß: „[er diente] buchstäblich der Stimme seines Herrn […] [denn], wo immer sein Führer sprach, war Hermann Schäfer verantwortlich für die technische Übertragung […] Wann immer der Zerstörer Europas ein Mikrophon benötigte, stand Herrmann Schäfer hinter ihm.“
Beim ursprünglichen Reichsautozug handelte es sich um ein 1933 mit Mitteln des Reichsschatzmeisters der NSDAP, Franz Xaver Schwarz, geschaffenes Korps aus Übertragungsfahrzeugen, das dem Ziel diente, bei Massenveranstaltungen Propaganda durch Lautsprecher unters Publikum bringen zu können. Mit Wirkung zum 1. Mai 1936 wurden Schäfer und sein Reichsautozug als „Reichsautozug Deutschland“ offiziell der Reichspropagandaleitung eingegliedert, der sie de facto bereits zuvor unterstanden hatten. Seither oblag ihm innerhalb des Geschäftsbereiches der Propagandaleitung die Führung des gesamten Hauptamtes V (Reichsautozug Deutschland) und zusätzlich die Leitung des innerhalb dieses Hauptamtes angesiedelte Amt IV („Mobiler Zug“). In dieser Eigenschaft figurierte er auch als Referent für Rundfunkwirtschaft.
Im Mai 1945 versteckte Schäfer elf Kisten mit luftdicht verpackten Eisenkassetten mit auf Chrom-Nickel-Platten übertragenen unbekannten Hitler-Reden aus dem Schallarchiv der NSDAP in einer Mulde unter einer Brücke am Tegernsee. 1964 enthüllte er dies der Zeitschrift Quick, wobei noch acht Kisten vorgefunden werden konnten.

## Beförderungen
- vor 1936: SA-Oberführer
- 1937: SA-Brigadeführer
- 1941: SA-Gruppenführer